# ずっとずっとずっと
「ずっとずっとずっと」は、日本のポップ・ロック・バンドである緑黄色社会の楽曲。作詞作曲は長屋晴子で、編曲はNaoki Itaiと緑黄色社会による共作。本作はアサヒビール「アサヒスーパードライ ザ・クール」のCMソングとして書き下ろされた。2021年6月4日にSony Music Labelsの社内レーベルEpic Records Japanより配信限定シングルとして発売され、オリコン週間デジタルシングル（単曲）ランキングで最高位24位を記録した。

## 背景・リリース
「ずっとずっとずっと」は、アサヒスーパードライ ザ・クールのCMソングとして書き下ろされた楽曲。同CMにはメンバーの長屋晴子が出演しており、アコースティック・バージョンが使用されていた。楽曲について長屋は人生に後悔したくないという思いが常にあって。そのためにわたし自身がどう生きていけばいいのだろう、って考えていたことを歌詞にしましたと語っている。
2021年5月20日に生配信されたスタジオライブ「奏でた音の行方 vol.5」で初披露となり、同ライブで本作の配信リリースも発表された。その後、2021年6月4日に放送された日本テレビ系の音楽番組『MUSIC BLOOD』でテレビ初披露となった。
2021年6月18日に放送されたテレビ朝日系『ミュージックステーション』でも披露され、番組放送後の22時に公式YouTubeチャンネルで、ミュージック・ビデオがプレミア公開された。

## 評価
『ROCKIN'ON JAPAN』の杉浦美恵は、本作について聴き終えたあと、強い充実感を得られるメッセージソングと表現している。本作での長屋のボーカルについて歌声の強さ、深さはまた格別。中音域の、心ごと揺さぶるような心地よいバイブスが、聴き手の手を引っ張って、ぐんぐんと先へと誘うような、そんなパワーに満ちているとし、バンドサウンドは、その歌声を際立たせながら、各パートの音がせめぎ合い、混ざり合い、見事なタイム感でひとつになると評している。
音楽ライターの高橋智樹は、ピアノロック風のサウンドとともに、《忘れちゃいけないことばかりだ／病める日も健やかなる日でも／風が吹く度思い出すのさ／刻んで飲み込んで歩いていくんだ／ずっとずっとずっと》と長屋の爽快な歌が心地好いドライブ感とともに響く。先の見えない時代の中、迷いや逡巡を振り切る加速度と推進力を、4人の音楽は日々刷新し続けている――という証明のような1曲だと評している。

## クレジット
緑黄色社会
- 長屋晴子 – Vocal & Guitar
- 小林壱誓 – Guitars
- peppe – Keyboards
- 穴見真吾 – Bass

追加ミュージシャン
- 比田井修 – Drums
- 西村奈央 – Additional Keyboard

## チャート成績
| チャート (2021年)       | 最高位 |
| ----------------------- | ------ |
| 日本 (Japan Hot 100)    | 96     |
| 日本 (オリコンデジタル) | 24     |